# Замок Такэси
Замок Такэси (яп. 風雲！たけし城 Фу:ун! Такэси-дзё:, «Напряжённое положение! Замок Такэси»; англ. Showdown! Takeshi's Castle), распространена также не совсем точная транскрипция «Замок Такеши» — популярное японское телевизионное спортивно-развлекательное шоу. Названо по имени японского актёра и — в будущем — режиссёра Такэси Китано, создавшего это шоу и игравшего в нём роль графа Такэси — владельца замка. Впервые появилось на японском телевизионном канале TBS и выходило в эфир с 1986 по 1989 год.

## Сюжет
В оригинальном шоу участвовало от 100 до 142 конкурсантов, которые под руководством «Генерала Ли» (Хаято Тани) атаковали замок графа Такэси Китано, проходя различные забавные препятствия, в результате прохождения которых число участников постепенно сокращалось. В конце оставшиеся участники, обычно не больше десятка, штурмовали замок Такэси, участвуя в последней битве с охранниками замка и самим Такэси. Участник, поразивший цель графа Такэси, получал награду в 1 миллион иен (около 8000 долларов США). За всю историю передачи такое случалось всего 9 раз.
Съёмки проходили на открытом воздухе в кампусе компании TBS, принадлежащей Midoriyama Studios (Иокогама), который включал в себя множество искусственных водоёмов и специально построенных препятствий.

## Препятствия
На протяжении всего шоу участникам приходилось преодолевать массу препятствий, связанных с падением в воду или грязь. В зависимости от популярности и простоты изготовления, некоторые препятствия использовались в шоу раз или два, другие стали постоянными.
Конкурсы: Переправа (Гигантские барабаны), Коварные кочки, Лабиринт (квадратный и пчелиный), Рулетка, Шоу с руками, Мост, Тук-Тук, Караоке, Большая птица, Кегли, Верхом на драконе, На велике, Счетоводы, Ловкость рук, Рыбий корм, Самый стойкий, Липучка, Озеро Дракона, Сумо, Шесты, Камнепад (Лавина), Сквозь строй, Гигантский валик, Домино, Ягодный холм, Разводные мосты, Гора подушек, Дорога из жёлтого кирпича, Ореховое безумие и т. д.
В телевизионной версии после прохождения препятствий показывается рубрика «Забавы на бис» с участниками, продемонстрировавшими самое смешное прохождение препятствия (как удачное, так и неудачное).
Перед финалом в некоторых выпусках был конкурс Ловушка (Ямы с секретом). Нужно прыгнуть в те ямы, которые ведут к финалу. Если участник прыгал в яму с черепом и костями, его просто-напросто «съедали». Также существует рубрика «Памяти павших». В этой рубрике демонстрируют «лучшие» моменты этого эпизода: как игроков вышибают из игры. Те, кто смог туда добраться, должны были пройти финальное испытание (Последний рубеж). Игроки рассаживались в футуристические бамперные машинки (по одному, иногда по двое) и обстреливали машины стражей замка: в более ранних эпизодах с помощью водяных ружей нужно было пробить бумажные кружки противников, в последующих сериях использовались «лазерные пистолеты» (лучи выстрелов рисовались в студии) и сенсорные мишени; после поражения машина останавливалась, а сам участник условно погибал. Если кто-то из игроков останавливал машину Такэси, замок считался павшим и победитель получал главный приз.

### Персонажи
- Граф «Удар» Такэси (англ. Count «Beat» Takeshi, яп. ビートたけし; Китано, род. 18 января 1947) — владелец замка и в конечном итоге цель конкурса. Он также озвучивает закадровые комментарии участников.
- Кукла Такэси (англ. Takeshi Doll). В течение определённого времени Такэси Китано было запрещено появляться на телеэкране в связи с судебным запретом, наложенным на него из-за его акта насилия в отношении журналистов в 1986 году[1]. В этот период в игре вместо самого Такэси участвовала похожая на него кукла с огромной головой.
- Генерал Ли — главный персонаж, любимец дам и детей, который собирает сотню участников, чтобы дойти до финала.
- Амбалы (Черноручки-Чернобрючки) — Они единственные, которые не дают участникам пройти дальше. Появляются в конкурсах: Лабиринт, Сумо, Канат и т. д.
- Изумрудные стражи (охранники) — приспешники графа Такэси. Появляются в конкурсах: Тук-тук, Рулетка, Сад на холму, Финальный рубеж и т. д.
- Радужные стражи (одного зовут Поп, другого — Корн (от слова «Попкорн»)) — тоже приспешники графа Такэси. Появляются в конкурсах: Мост, Большая птица, Гоночная чаша и т. д.

## Другие версии

### Дания
Датский телеканал TV 2 Zulu купил права на показ версии Challenge в Дании, таким образом, сделав датское вещание идентичным британскому.

### Россия
Одна из серий оригинального сериала показывалась по 1-му каналу в рамках "Недели японского телевидения" в 1990 году. Сериал был показан в проекте Ren TV «Лучшие шоу мира» в начале 2000-х годов и благодаря положительной реакции публики регулярно выходил в эфир самостоятельно под названием «Замок Такэси Китано».
С 9 апреля 2011 по 27 марта 2016 года систематический показ шоу осуществлял телеканал 2x2 под названием «Японские забавы», представляющий собой перевод британской версии (2002—2004). Голос программы — Павел Китнес.

#### Золото Геленджика
В мае 2013 года Первый канал приобрёл права на адаптацию японского формата Takeshi’s Castle. Премьера должна была назначаться на осень 2013 года, но по неизвестным причинам она так и не состоялась, от идеи руководство телеканала отказалось. Спустя 7 лет, в 2020 году телеканал ТНТ сделал адаптацию японского формата под названием «Золото Геленджика». Ведущими шоу стали Иван Охлобыстин, Кристина Асмус и Тимур Родригез. Премьера шоу состоялась 13 сентября 2020 года, шоу выходило по воскресеньям в 19:00. В соответствии с названием, действие и съёмки данного шоу разворачивались в городе-курорте Геленджике в Краснодарском крае на берегу Чёрного моря. Правила игры и конкурсы во многом были аналогичны оригиналу, но с некоторыми изменениями, в частности, финальное испытание было позаимствовано с другого японского шоу, в котором участникам нужно подняться по скользкой лестнице и взять приз. Со слов участника шоу Артура Миниахметова (Микинина) из Уфы, из-за пандемии коронавируса кастинг на шоу проходил удалённо, в несколько этапов.

### Сербия
Шоу началось с показа на телеканале FOX TV в январе 2010 года под названием Takeši.

### Сингапур
Шоу дебютировало в начале 1990-х годов на сингапурском бесплатном канале Channel 8 под названием «100 войн» (кит. 百戰百勝), поскольку программа была приобретена на Тайване. С середины 1990-х до начала 2000-х годов повторы шоу выходили в эфир по субботам в 14:30 после новостей на 8 канале.

### Словакия
В течение 2011 и 2012 годов Takešiho транслировался на канале Joj Plus с одноголосым словацким комментарием.

### Тайвань
Версия называлась «100 войн, 100 побед» (кит. 百戰百勝) на CTS и была основана на оригинальном сериале. В нем участвовали четыре команды, соревнующиеся в играх за небольшие призы.

### Украина
Шоу комментировалось и транслировалось на канале QTV как «Смех с Такеши Китано» (укр. Реготня з Такеші Кітано) в течение 2008-2010 годов.

### Финляндия
7 января 2008 года телевизионный канал Jim начал транслировать британскую версию программы. Комментарии снабжены субтитрами на финском языке. Шоу называется Hullut japanilaiset.

## Перезапуск
Мировая премьера перезапуска шоу состоялась последовательно с 21 апреля 2023 года на Amazon Prime Video. Немецко-японский актер Субару Кимура присоединится к шоу в качестве со-руководителя участников.